# Akira Kawaguchi
Akira Kawaguchi (jap. 川口 晃, Kawaguchi Akira; * 24. Januar 1967 in der Präfektur Chiba) ist ein ehemaliger japanischer Fußballspieler.

## Karriere
Kawaguchi erlernte das Fußballspielen in der Schulmannschaft der Kokugakuin Kugayama High School und der Universitätsmannschaft der Rakuno-Gakuen-Universität. Seinen ersten Vertrag unterschrieb bei Efini Sapporo. 1993 wechselte er zum Erstligisten Sanfrecce Hiroshima. 1994 wurde er mit dem Verein Vizemeister der J1 League. 1995 wechselte er zum Ligakonkurrenten Nagoya Grampus Eight. 1995 gewann er mit dem Verein den Kaiserpokal. Für den Verein absolvierte er zwei Erstligaspiele. 1996 wechselte er zum Zweitligisten Fukushima FC. Für den Verein absolvierte er 15 Spiele. Ende 1997 beendete er seine Karriere als Fußballspieler.

## Erfolge
Sanfrecce Hiroshima
- J1 League

Vizemeister: 1994
Nagoya Grampus Eight
- Kaiserpokal

Sieger: 1995